# Sonajero

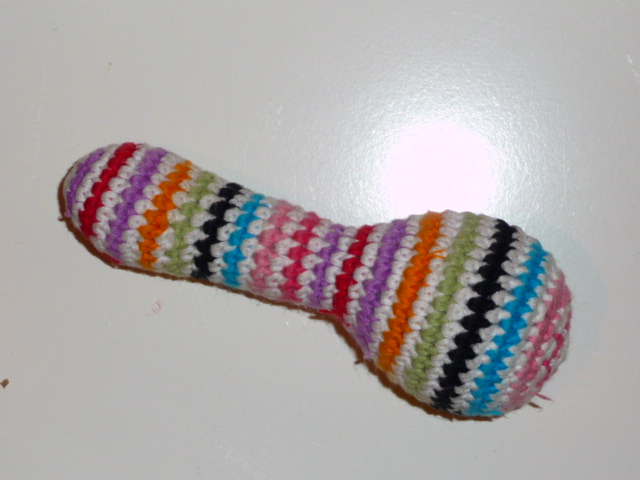
Sonajero recubierto de lana.

Los sonajeros son juguetes que sirven para entretener a los bebés y están formados por un mango con cascabeles o sonajas que suenan al moverlo. Han sido utilizados por los niños durante miles de años. Los sonajeros hallados en diversas excavaciones están fabricados con arcilla y presentan curiosas formas de animales: cerdos, aves, osos, etc. Los primeros que se conocen datan de la época egipcia, antes del comienzo del Imperio Nuevo. Según Aristóteles el sonajero fue un invento de Arquitas de Tarento.
A los bebés les encanta el sonido de ese juguete. Son ideales los peluches con cascabeles, porque no  conllevan ningún tipo de peligro para el menor. Estar siempre atento a que no tenga ningún tipo de pieza pequeña, que se pueda desprender del juguete, ya que puede ser ingerido por la criatura.

## Funciones del sonajero

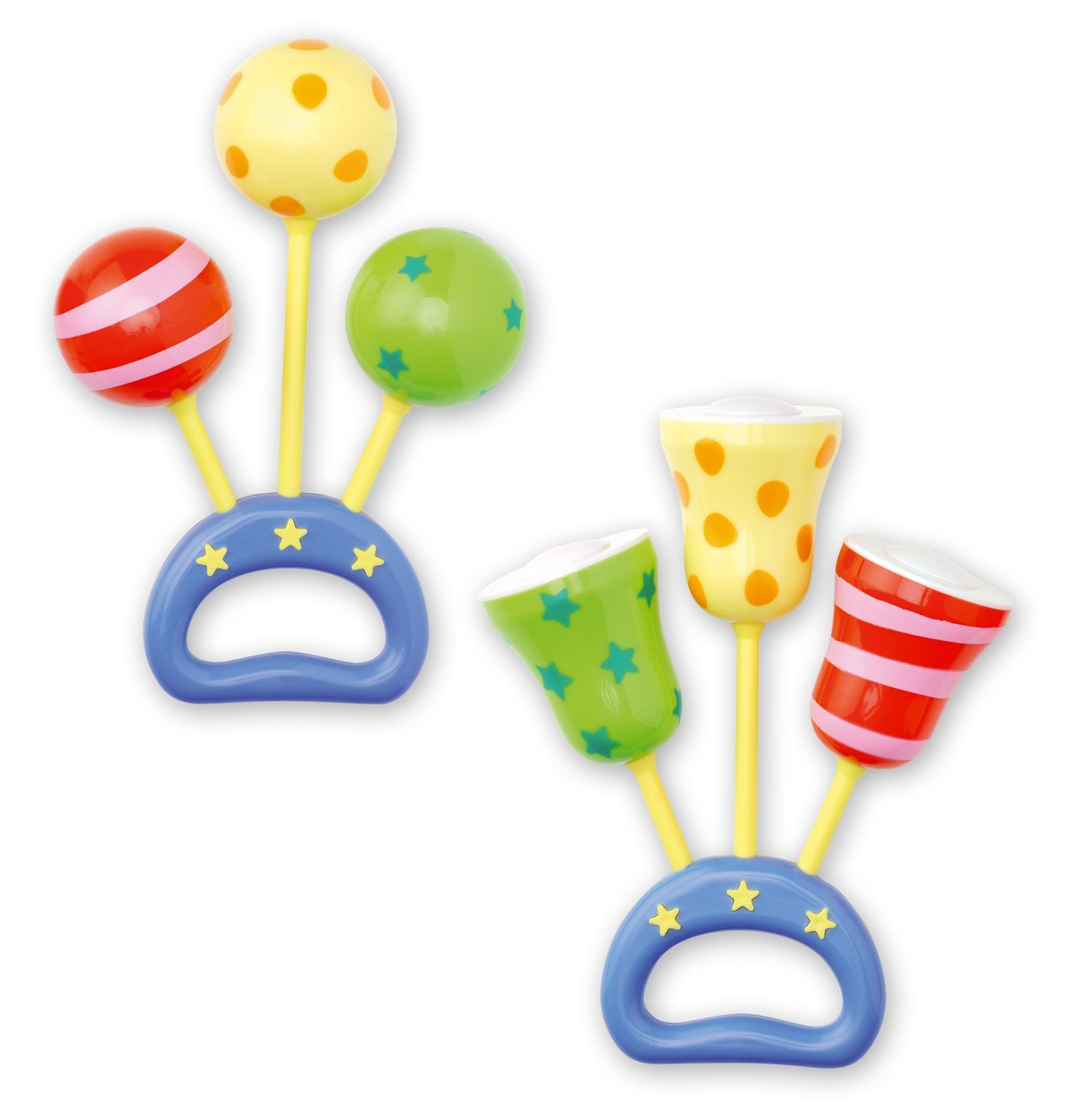
Sonajeros de colores llamativos.

El sonajero es un juguete para estimular los sentidos de los bebés: los colores estimulan el sentido de la vista, los sonidos el del oído, sus formas el sentido del tacto y olor el sentido del olfato.